# Kanonierka rzeczna
Kanonierka rzeczna – niewielki okręt artyleryjski, przeznaczony do służby na rzekach, jeziorach i kanałach, mniejszy od monitora rzecznego. Kanonierki rzeczne przeznaczone były do ostrzeliwania celów lądowych, wspierania wojsk lądowych i patrolowania rzek. Wyporność kanonierek rzecznych wynosiła od kilkudziesięciu do ok. 500 ton, zwykle 100–300 ton. Charakteryzowały się one małym zanurzeniem, umożliwiającym pływanie po szlakach śródlądowych. Przeważnie uzbrojone były w 1 lub 2 działa kalibru od 75 mm do 150 mm, ponadto w działa małego kalibru oraz karabiny maszynowe. Część okrętów tej klasy była lekko opancerzona.
Klasa okrętów określanych jako kanonierki rzeczne była niejednolita. Oprócz opancerzonych jednostek, konstruowanych pod kątem przydatności do walki, budowano okręty przypominające konstrukcyjnie statki cywilne, o obszernych nieopancerzonych nadbudówkach (do tej grupy głównie zaliczały się kanonierki kolonialne, w których nacisk kładziono na funkcje patrolowe i możliwość dłuższego przebywania załogi, a także możliwość zabierania dodatkowych żołnierzy lub osób). Liczne kanonierki uzyskiwano z przebudowanych rzecznych statków cywilnych, przez prostą instalację uzbrojenia lub dalej idące modyfikacje, w tym instalację lekkiego opancerzenia (jednostki takie zwłaszcza były tworzone w sposób improwizowany w czasie konfliktów zbrojnych). Początkowo kanonierki rzeczne miały napęd parowy (z kołami łopatkowymi lub śrubą), w XX wieku pojawiły się też silniki spalinowe. Niektóre kanonierki rzeczne posiadały także możliwość pływania po morzu (głównie kanonierki kolonialne), większość mogła pływać jedynie po wodach śródlądowych. Z drugiej strony, „zwykłe” kanonierki („morskie”) również mogły być używane na większych rzekach.

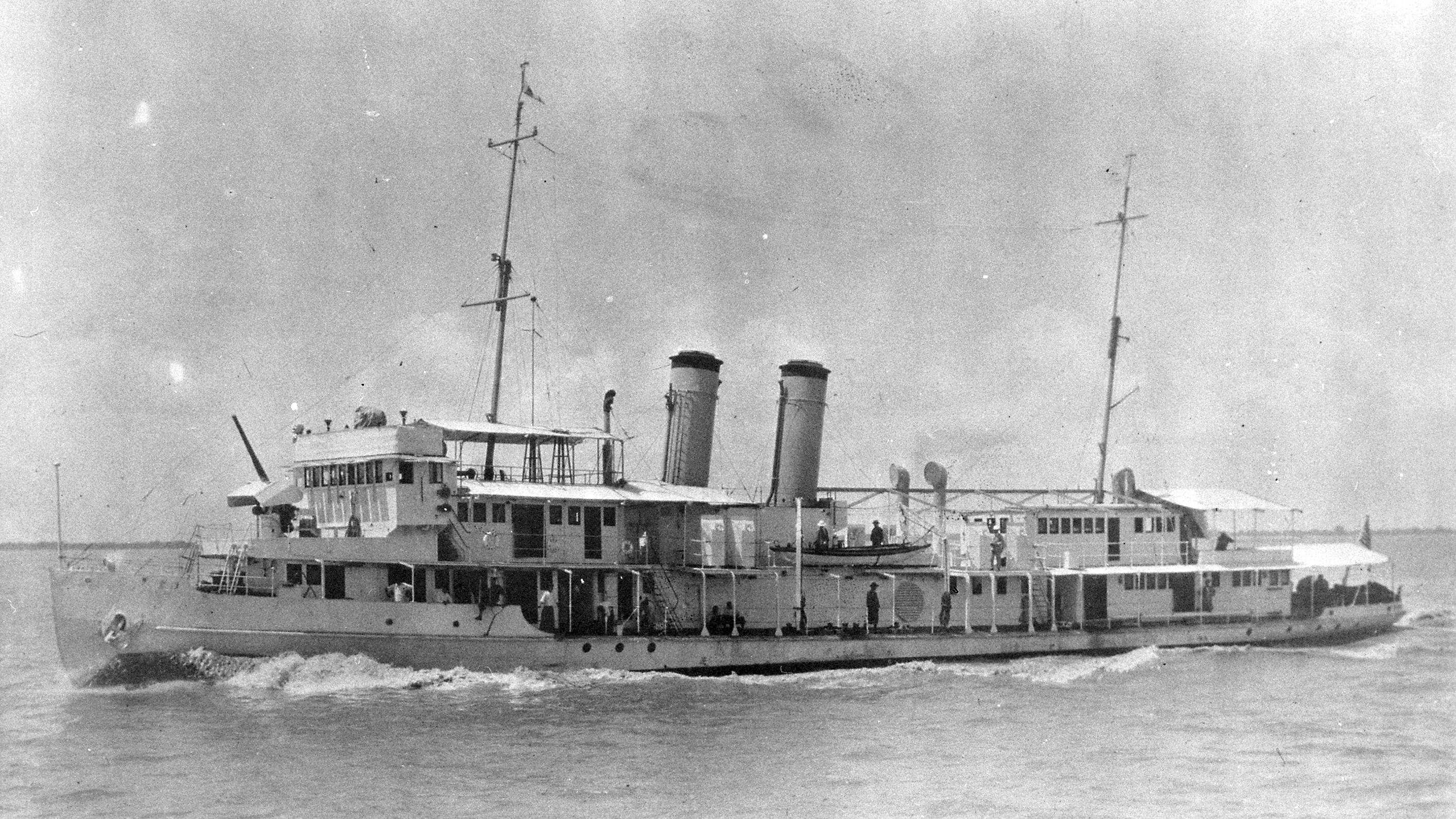
Rzeczna kanonierka kolonialna USS „Panay” (1928).

Kanonierki rzeczne, w tym kanonierki pancerne, masowo używane były w czasie wojny secesyjnej od 1862 roku w czasie walk na Missisipi. Oprócz modyfikowanych statków cywilnych, były wśród także nich wyjątkowo duże 500-tonowe okręty pancerne, uzbrojone w aż 13 dział umieszczonych w pancernej kazamacie, napędzane kołami łopatkowymi. Pod koniec XIX wieku i na początku XX wieku kanonierki rzeczne używane były przez mocarstwa kolonialne do utrzymania władzy i porządku w koloniach oraz do reprezentowania interesów w słabszych państwach, zwłaszcza w Chinach (rzeczne kanonierki kolonialne). W czasie I wojny światowej kanonierki rzeczne używane były na rzekach i kanałach Europy Zachodniej do ostrzeliwania celów lądowych (m.in. przez Francję). Jako kanonierki, stosowano wtedy także barki z zamontowanym ciężkim działem (kalibru aż do 240 mm). Po I wojnie światowej, kanonierki rzeczne zostały w większości wyparte przez większe i lepiej uzbrojone i opancerzone monitory rzeczne oraz mniejsze kutry opancerzone. Znanym incydentem stało się zatopienie przez japońskie samoloty amerykańskiej kanonierki kolonialnej USS „Panay” 12 grudnia 1937 roku w Nankinie.
Polska posiadała do 1939 roku w składzie Flotylli Rzecznej Marynarki Wojennej 3 małe kanonierki rzeczne: „Zaradna”, „Zawzięta” i „Zuchwała” oraz szereg odpowiadających w zasadzie kanonierkom statków uzbrojonych.
Po II wojnie światowej, termin „kanonierka rzeczna” przestał być używany, aczkolwiek niektóre państwa używały rzecznych okrętów artyleryjskich odpowiadających charakterystykami dawnym kanonierkom (również monitory rzeczne używane podczas wojny w Wietnamie przez siły zbrojne USA odpowiadały wielkością kanonierkom).